# Junkers K 47
O Junkers K 47 foi um caça-bombardeiro monoplano monomotor desenvolvido na Suécia por uma subsidiária da Junkers. Foi usado pela Reichswehr e exportado para vários países fora da Alemanha.
A versão civil desta aeronave, designada Junkers A 48, era uma aeronave desportiva e de treino.